# 里斯本 (伊利諾伊州)
里斯本（英語：Lisbon）是一個位於美國伊利諾伊州肯德爾縣的城市。

## 地理
里斯本的座標為41°28′50″N 88°28′58″W / 41.48056°N 88.48278°W，而該地的平均海拔高度為204米（即669英尺）。

## 人口
根據2010年美國人口普查的數據，里斯本的面積為15.31平方千米，當中陸地面積為12.41平方千米，而水域面積為2.90平方千米。當地共有人口285人，而人口密度為每平方千米18.62人。